# Кузькино (Матвієвський район)
Ку́зькино (рос. Кузькино) — село у складі Матвієвського району Оренбурзької області, Росія.

## Населення
Населення — 414 осіб (2010; 517 у 2002).
Національний склад (станом на 2002 рік):
- росіяни — 77 %